# 密西西比文化

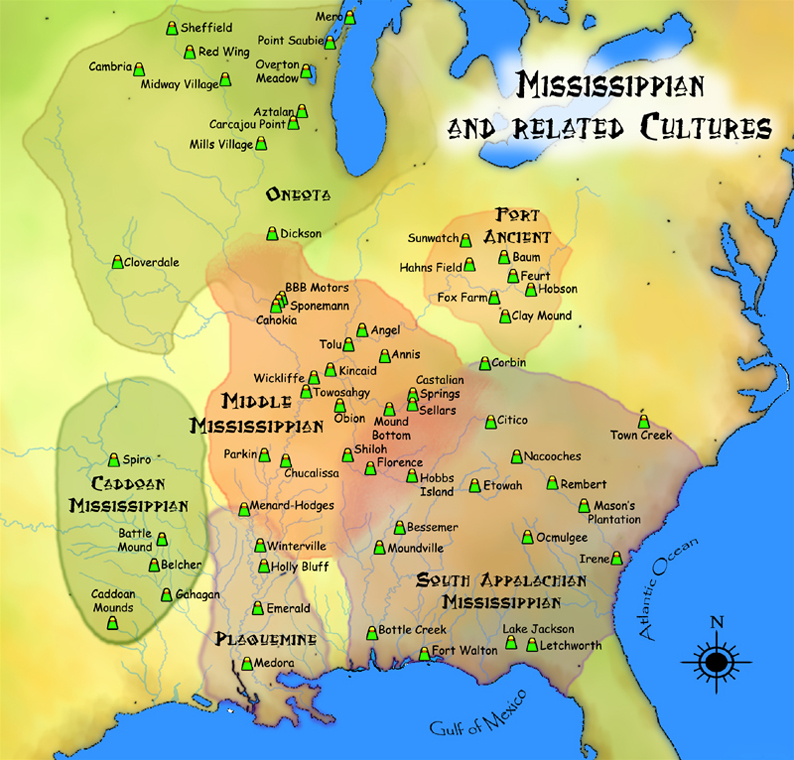
密西西比文化范围。

密西西比文化是伍德兰期之后兴起的一个北美印第安文化，约位于公元10至16世纪。这一时期的遗迹包括平台式墓葬、石雕等。经济以玉米种植为主。阶级开始形成，父系氏族公社趋于解体。这一时期兴起了墨西哥以北美洲最早的城市，最大的如卡霍基亚遗址、蒙德维尔遗址等。

## 特徵
許多文化特徵被認為是密西西比文化的特徵。 儘管並非所有密西西比文化都進行以下所有活動，但他們在採用部分或全部這些特徵方面與其祖先有所不同。
1. 建造大型、截斷的土方金字塔土墩或平台土墩。 這些土丘通常是正方形、長方形，有時是圓形。 建築物（住宅、寺廟、墓葬建築或其他）通常建在這些土丘的頂部。
2. 以玉米為主的農業。 在大多數地方，密西西比文化的發展與相對大規模、集約化的玉米農業的採用同時發生，這種農業支持了更多的人口和手工藝專業化。
3. 貝殼陶器。 採用河流（或更罕見的海洋）貝殼作為陶瓷的回火劑。
4. 廣泛的貿易網絡西至落基山脈，北至五大湖，南至墨西哥灣，東至大西洋。
5. 酋邦的發展或複雜酋邦的社會複雜度。
6. 制度化的社會不平等的發展。
7. 政治和宗教權力聯合集中控制在少數人或一個人手中。
8. 定居等級制度的開始，其中一個主要中心（有土丘）對許多較小的社區具有明顯的影響或控制權，這些社區可能擁有或不擁有較少數量的土丘。
9. 採用東南儀式綜合體（Southeastern Ceremonial Complex，SECC）的用具，也稱為南方崇拜。 這就是我們所知的密西西比文化的信仰體系。 SECC 物品在從威斯康辛州（參見阿茲塔蘭州立公園）到墨西哥灣沿岸，以及從佛羅里達州到阿肯色州和俄克拉荷馬州的密西西比文化遺址中被發現。 SECC 經常與儀式性遊戲聯繫在一起。

密西西比文化沒有書寫系統或石頭建築。 他們開採天然存在的金屬礦床，例如對密西西比銅板和其他裝飾品等儀式物品的銅進行錘擊和退火，但不冶煉鐵或進行青銅冶金。

## 年表

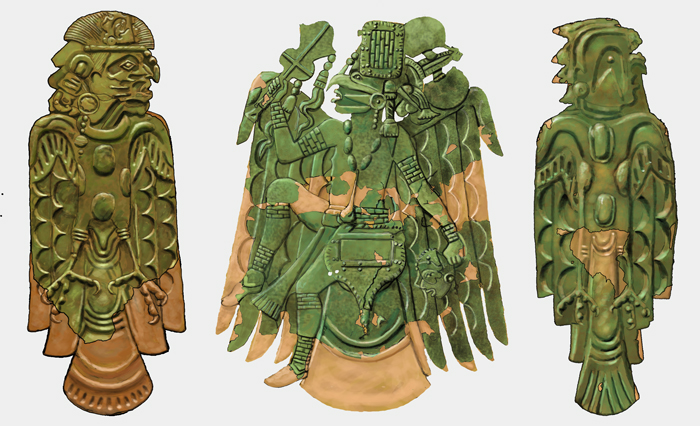
密西西比文化的铜板

密西西比階段通常分為三個或更多的年代。 每個時期都是一個任意的歷史區分，因地區而異。 在特定地點，每個時期可能被認為開始得更早或更晚，這取決於特定密西西比特徵的採用或發展的速度。 「密西西比時期」不應與「密西西比文化」混為一談。 密西西比時期是按時間順序排列的階段，而密西西比文化是指表徵該社會的文化相似性。
1. 早密西西比時期（約1000年—1200年）剛從晚期林地時期的生活方式（約500年—1000年）過渡。不同的群體為了日益複雜、定居、集權和農業而放棄了部落生活方式。剩餘玉米的生產和地區酋長管轄區的吸引力導致人口迅速集中在主要中心。
2. 中密西西比时期（約1200年—1400年）是密西西比時代的巔峰。卡霍基亞（今伊利諾伊州）大都市和儀式建築群的擴張、其他複雜酋邦的形成以及SECC藝術和象徵主義的傳播和發展是這一時期的特徵性變化。 上面列出的密西西比特徵在整個地區廣泛傳播。
3. 密西西比晚期（約1400年—1540年）的特徵是戰爭、政治動盪和人口流動不斷增加。卡霍基亞的人口在這段時期（1350年—1400年）早期就分散了，可能遷移到其他新興的政治中心。遺址上經常可以看到更多的防禦性建築，有時土丘建築和大規模的公共儀式也會減少。儘管一些地區在與歐洲人第一次重大接觸之前一直保留著密西西比中部的文化，但到1500年，大多數地區的人口已經分散或正在經歷嚴重的社會壓力。與同時代的普韋布洛人的祖先一起，這些文化的崩潰與小冰河時期的全球氣候變遷同時發生。 學者認為，乾旱和玉米農業減少，再加上集中人口可能造成的森林砍伐和過度捕獵，迫使他們搬離主要地點。 這段時期隨著16世紀歐洲人的接觸而結束。